# Prometheum serpentinicum
Prometheum serpentinicum är en fetbladsväxtart som först beskrevs av Werdermann, och fick sitt nu gällande namn av H. 't Hart. Prometheum serpentinicum ingår i släktet Prometheum och familjen fetbladsväxter. Utöver nominatformen finns också underarten P. s. giganteum.